# Rino Ferrario
Rino Ferrario (Albiate, 1926. december 7. – Torino, 2012. szeptember 19.) olasz válogatott labdarúgó.

## Pályafutása
Karrierjét alacsonyabb osztályú csapatokban kezdte. Első felnőtt csapata az Arezzo volt. A klubnál még katonai szolgálata alatt hívta fel magára a figyelmet, ugyanis itt szolgált Arezzo városában, ahol Hajós Árpád, a klub akkori vezetőedzője fedezte fel őt. Két évvel később már az első osztályban is bemutatkozhatott, a Lucchese színeiben. Egyik legemlékezetesebb mérkőzését a Juventus elleni, hatalmas meglepetésre 2–1-es Lucchese-győzelemmel végződő összecsapás során játszotta, ahol a korabeli krónikák szerint a meccs egyik legjobbja volt.
Jól sikerült szezonja után rögtön le is igazolta a Juventus, ahol elsőre öt évet töltött. Ekkor szerezte meg pályafutása első bajnoki címét a csapattal. 1955-ben egy évet az Interben, majd egyet a Triestinában töltött, majd visszatért Torinóba. A Juventussal első évében bajnok, míg a másodikban kupagyőztes lett. Pályafutását a városi rivális Torinóban fejezte be, ahol első évében megnyerte a másodosztályt a „granatával”.
A válogatottban 1952-ben mutatkozhatott be, két évvel később pedig meghívót kapott az 1954-es világbajnokságra is. Részese volt az olaszok egyetlen sikertelen vb-selejtezőjének. Itt az utolsó fordulóban Észak-Írország volt Olaszország ellenfele. Az eredeti időpontban végül hatalmas köd telepedett a mérkőzés helyszínére és környékére, emiatt a kijelölt játékvezető nem tudott időben odaérni, így ezt az összecsapást barátságos találkozóvá minősítették. A végeredmény 2–2 lett. A bő egy hónappal későbbi, immár tényleges vb-selejtezőn Olaszország 2–1-es vereséget szenvedett, így nem jutott ki a világbajnokságra.

## Statisztikái
| Szezon            | Csapat            | Bajnokság         | Bajnokság | Bajnokság | Hazai kupa   | Hazai kupa | Hazai kupa | Nemzetközi kupa | Nemzetközi kupa | Nemzetközi kupa | Egyéb kupa          | Egyéb kupa | Egyéb kupa | Összesen | Összesen |
| Szezon            | Csapat            | Osztály           | Meccs     | Gól       | Osztály      | Meccs      | Gól        | Osztály         | Meccs           | Gól             | Osztály             | Meccs      | Gól        | Meccs    | Gól      |
| ----------------- | ----------------- | ----------------- | --------- | --------- | ------------ | ---------- | ---------- | --------------- | --------------- | --------------- | ------------------- | ---------- | ---------- | -------- | -------- |
| 1947-1948         | Arezzo            | Serie C           | 8         | 0         | -            | -          | -          | -               | -               | -               | -                   | -          | -          | 8        | 0        |
| 1948-1949         | Arezzo            | Serie C           | 38        | 2         | -            | -          | -          | -               | -               | -               | -                   | -          | -          | 38       | 2        |
| Arezzo összesen   | Arezzo összesen   | Arezzo összesen   | 46        | 2         |              | -          | -          |                 | -               | -               |                     | -          | -          | 46       | 2        |
| 1949-1950         | Lucchese          | Serie A           | 31        | 1         | -            | -          | -          | -               | -               | -               | -                   | -          | -          | 31       | 1        |
| 1950-1951         | Juventus          | Serie A           | 3         | 0         | -            | -          | -          | -               | -               | -               | Copa Rio            | 2          | 0          | 5        | 0        |
| 1951-1952         | Juventus          | Serie A           | 24        | 0         | -            | -          | -          | -               | -               | -               | Latin kupa          | 2          | 0          | 26       | 0        |
| 1952-1953         | Juventus          | Serie A           | 8         | 0         | -            | -          | -          | -               | -               | -               | -                   | -          | -          | 8        | 0        |
| 1953-1954         | Juventus          | Serie A           | 30        | 2         | -            | -          | -          | -               | -               | -               | -                   | -          | -          | 30       | 2        |
| 1954-1955         | Juventus          | Serie A           | 33        | 1         | -            | -          | -          | -               | -               | -               | -                   | -          | -          | 33       | 1        |
| 1955-1956         | Inter             | Serie A           | 29        | 1         | -            | -          | -          | VVK             | 1               | 0               | -                   | -          | -          | 30       | 1        |
| 1956-1957         | Triestina         | Serie A           | 32        | 2         | -            | -          | -          | -               | -               | -               | -                   | -          | -          | 32       | 2        |
| 1957-1958         | Juventus          | Serie A           | 27        | 1         | Coppa Italia | 6          | 0          | -               | -               | -               | -                   | -          | -          | 33       | 1        |
| 1958-1959         | Juventus          | Serie A           | 20        | 2         | Coppa Italia | 1          | 0          | BEK             | 2               | 0               | -                   | -          | -          | 23       | 2        |
| Juventus összesen | Juventus összesen | Juventus összesen | 145       | 6         |              | 7          | 0          |                 | 2               | 0               |                     | 4          | 0          | 158      | 6        |
| 1959-1960         | Torino            | Serie B           | 16        | 1         | Coppa Italia | 2          | 1          | -               | -               | -               | Coppa dell'Amicizia | 1          | 0          | 19       | 2        |
| 1960-1961         | Torino            | Serie A           | 11        | 4         | Coppa Italia | 1          | 1          | -               | -               | -               | Mitropa-kupa        | 0          | 0          | 12       | 5        |
| Torino összesen   | Torino összesen   | Torino összesen   | 27        | 5         |              | 3          | 2          |                 | -               | -               |                     | 1          | 0          | 31       | 7        |
| Karrier összesen  | Karrier összesen  | Karrier összesen  | 310       | 17        |              | 10         | 2          |                 | 3               | 0               |                     | 5          | 0          | 328      | 19       |

## Sikerei, díjai
- Olasz bajnok: 
  - 1951–52, 1957-58
- Olasz kupagyőztes:
  - 1958-59
- Serie B:
  - 1959-60